# Sjaak Swart
Jesaia „Sjaak“ Swart (* 3. Juli 1938 in Amsterdam) ist ein ehemaliger niederländischer Fußballspieler.

## Karriere

### Verein
Der ehemalige Rechtsaußen spielte während seiner 17-jährigen Profikarriere, die von 1956 bis 1973 andauerte, nur für Ajax Amsterdam. Während dieser Zeit konnte er mit Ajax achtmal die niederländische Meisterschaft und fünfmal den KNVB-Pokal gewinnen. Er gehörte der Ajax Mannschaft an, die zwischen 1971 und 1973 den Europapokal der Landesmeister dreimal in Folge gewinnen konnte. Mit 463 Einsätzen für Ajax in der Ehrendivision ist er der Rekordspieler des Vereines und mit seinen 175 Toren liegt er an dritter Stelle der vereinsinternen Torjägerliste; nur Johan Cruyff und Piet van Reenen konnten in ihrer Zeit bei Ajax mehr Tore erzielen.
France Football weist darauf hin, dass für Ajax’ größte Zeit zwischen 1964 und 1973 ganz überwiegend nur Cruijff und, mit Einschränkungen, der Linksaußen Piet Keizer die Meriten erhalten haben. Dabei komme auch Sjaak Swart eine vergleichbare offensive Bedeutung zu, weshalb das Fachblatt dieses Ajax-Trio als eine der sechs global prägendsten Angriffsreihen seit dem Zweiten Weltkrieg – und dabei als „die revolutionärste“ – bezeichnet.

### Nationalmannschaft
Zwischen 1960 und 1972 bestritt Swart 31 Länderspiele für die niederländische Fußballnationalmannschaft, in denen er zehnmal treffen konnte.

## Erfolge
- Niederländische Meisterschaft mit Ajax Amsterdam: 1956/57, 1959/60, 1965/66, 1966/67, 1967/68, 1969/70, 1971/72, 1972/73
- KNVB-Pokal mit Ajax Amsterdam: 1960/61, 1966/67, 1969/70, 1970/71, 1971/72
- Europapokal der Landesmeister mit Ajax Amsterdam: 1970/71, 1971/72, 1972/73
- UEFA Super Cup mit Ajax Amsterdam: 1972
- Weltpokal mit Ajax Amsterdam: 1972
- International Football Cup: 1961/62

## Nachweise und Anmerkungen
1. ↑  Artikel „Schon vor MSN …“ [Messi–Suárez–Neymar], France Football vom 14. Februar 2017, S. 21

| Personendaten    | Personendaten                   |
| ---------------- | ------------------------------- |
| NAME             | Swart, Sjaak                    |
| ALTERNATIVNAMEN  | Swart, Jesaia                   |
| KURZBESCHREIBUNG | niederländischer Fußballspieler |
| GEBURTSDATUM     | 3. Juli 1938                    |
| GEBURTSORT       | Amsterdam                       |